# Ratt
Ratt ist eine US-amerikanische Glam-Metal-Band aus San Diego, Kalifornien. Die Band feierte ihre größten Erfolge in den 1980er Jahren und zählte neben der Band Mötley Crüe, mit denen sie befreundet waren, insbesondere in den USA zu den bekanntesten Bands des Genres.

## Geschichte

### Mickey Ratt: 1979–1982
Ratt wurden 1979 unter dem Namen Mickey Ratt von Stephen Pearcy (Gesang) und Chris Hager (Gitarre) gegründet. Das Line-up wurde durch den späteren Ozzy-Osbourne-Gitarristen Jake E. Lee, den Bassisten Matt Thorne und den Schlagzeuger John Turner komplettiert. Die Band veröffentlichte 1980 eine selbstfinanzierte Single namens Dr. Rock, die in einer Auflage von 100 Stück erschien und in Konzerten verteilt wurde.
Turner musste seinen Schlagzeugstuhl unterdessen erst für David Alford räumen, der wiederum kurz darauf Khurt Maier Platz machte und später zusammen mit Thorne in Jailhouse spielte. In dieser Besetzung nahm die Band den Song Tell the World für den ersten Metal-Massacre-Sampler auf, bevor die Rhythmussektion durch Joey Cristo (Bass) und Bobby Blotzer (Schlagzeug) ersetzt wurde. Darüber hinaus stießen mit Robbin Crosby und Warren DeMartini zwei neue Gitarristen zur Band. Cristo machte wenig später Platz für Juan Croucier.

### Die Erfolge: 1983–1992
Dieses Line-up nahm unter dem neuen Namen Ratt erst eine selbstbetitelte EP und schließlich das Debütalbum Out of the Cellar auf. Das Album schaffte es bis auf Platz 7 der US-Billboardcharts und wurde zum Überraschungserfolg 1984. Drei Millionen Exemplare setzten sie alleine in den USA ab. Ausgedehnte Tourneen mit Ozzy Osbourne, Mötley Crüe und Billy Squier trugen schnell dazu bei, dass Ratt zu den neuen Shootingstars der Szene avancierte. Trotz ihres neuen Status gab die Band aber weiterhin auch kleine Clubkonzerte, bei denen sie jeweils unter dem Namen The Gladiators auftraten.
Das zweite Album Invasion of Your Privacy knüpfte nahtlos an das Debüt an und wurde ebenfalls zum Erfolg. Die Band tourte im Vorprogramm von Ozzy Osbourne durch Europa und spielte beim legendären Monsters-of-Rock-Festival in Castle Donington, bei dem neben den für das Festival obligatorischen mit Urin gefüllten Bechern auch ein abgetrennter Schweinekopf auf die Bühne flog. Bei einer ersten Headlinertour durch Amerika fungierten Bon Jovi als Vorband.
Bereits vier Wochen nach Veröffentlichung des dritten Longplayers unter dem Titel Dancing Undercover wurde das Album mit Gold für eine halbe Million verkaufte Einheiten ausgezeichnet. Zu Beginn 1987 tourte die Band erst mit Cheap Trick, später mit Poison und Queensrÿche im Vorprogramm durch die USA.
Mit Reach For The Sky (1988) und Detonator (1990) gelangen Ratt zwei weitere erfolgreiche Alben, bevor Robbin Crosby wegen Drogenproblemen durch einen unbekannten Tourgitarristen vertreten wurde. Das Management der Band versuchte anschließend den Deutschen Michael Schenker (Scorpions, UFO, M.S.G.), der den indisponierten Crosby zuvor schon bei einer MTV-Unplugged-Session vertreten hatte, als festen neuen Gitarristen zu engagieren, was später in der neuen Band Contraband mündete. Ende 1991 verließ Stephen Pearcy die Gruppe und gründete die Band Arcade. Ratt waren vorerst Geschichte.

### Wirre Jahre: 1993–2005

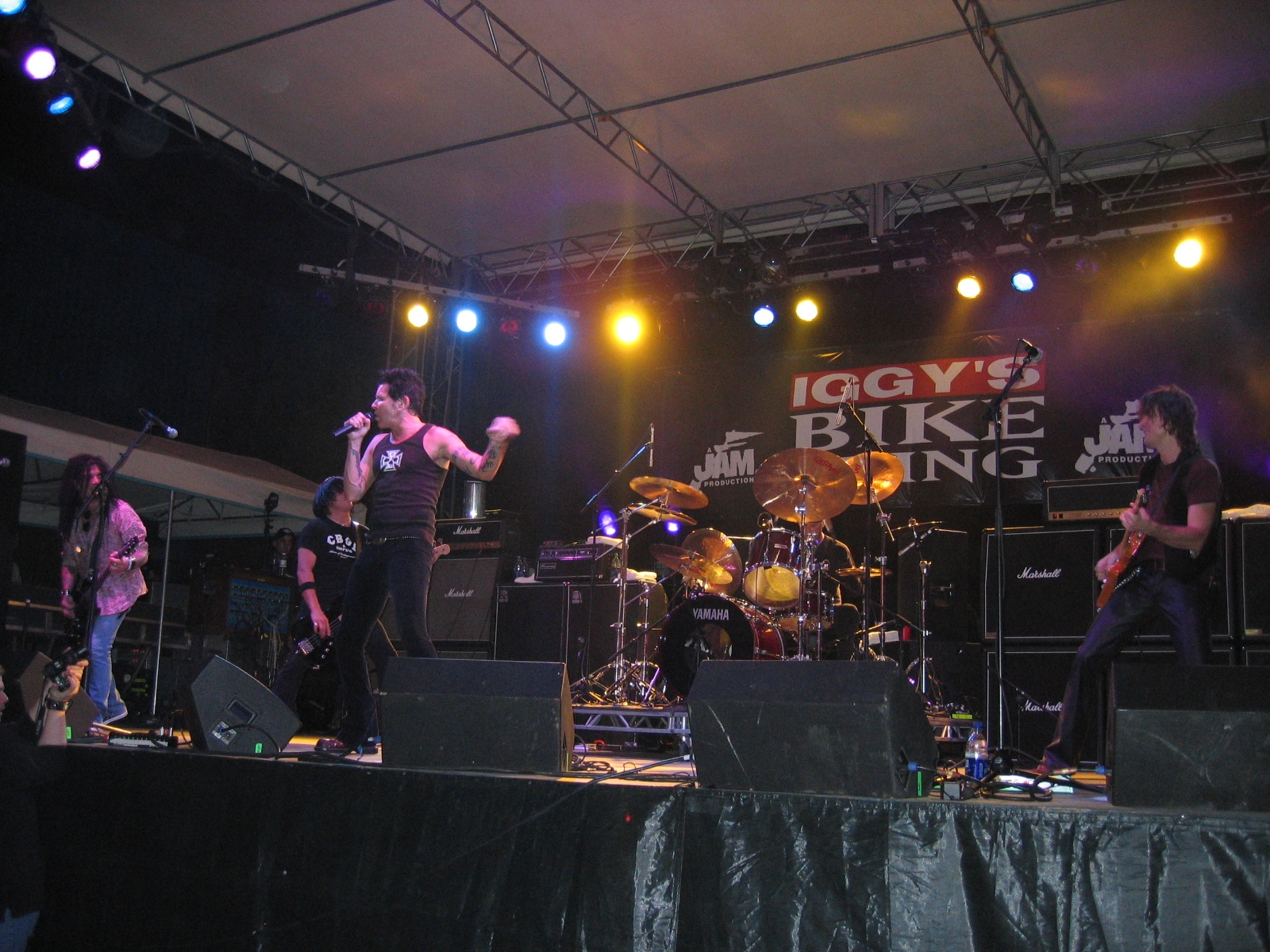
Ratt (2005)

1994 wurde bekannt, dass sich Robbin Crosby durch seine Drogensucht mit dem HI-Virus infiziert hatte und an AIDS erkrankt war. 1997 reformierten Stephen Pearcy, Warren DeMartini und Bobby Blotzer die Band. Zusammen mit Vince-Neil-Bassist Robbie Crane spielten sie das Album Collage ein, welches neben neuen Songs auch Überbleibsel von Reach For The Sky und Detonator enthält. Das Album konnte zwar nicht an die Erfolge von früher anknüpfen, doch eine loyale Fanbasis bescherte Ratt schnelle Verkäufe in Höhe von 40.000 Alben. Eine Tour mit dem zweiten Gitarristen Kerri Kelli folgte, die jedoch mit einem Sturz von Stephen Pearcy von der Bühne jäh endete.
1998 unterschrieben Ratt bei Sony und nahmen ein neues Album auf, das den schlichten Titel Ratt trägt. Im Jahr 2000 verließ Stephen Pearcy überraschend die Band. Ratt holten erst Lynch-Mob-Sänger Robert Mason als Ersatz, bei einer Tour mit den L.A. Guns und Warrant stand dann aber Ex-Love/Hate-Sänger Jizzy Pearl am Mikrofon. Als zweiter Gitarrist war überraschend John Corabi (Ex-Sänger von Mötley Crüe, Union, The Scream) mit dabei. Eine Europatour mit Alice Cooper und Dio folgte.
Stephen Pearcy startete unterdessen seine eigene Version von Ratt und tourte mit Vince Neil, Slaughter, Britny Fox und Vixen durch die Vereinigten Staaten. Ein darauf folgender Rechtsstreit sah Pearcy als Verlierer. Er durfte nicht weiter unter dem Namen Ratt auftreten und musste die Einnahmen der Tour an die Band abführen. Allerdings durften die „richtigen“ Ratt ohne Pearcy keine Alben veröffentlichen, was den Entscheid etwas relativiert.
Blotzer und DeMartini starteten daraufhin eine 55 Auftritte umfassende US-Tour, die Ratt als Headliner mit den Vorbands Warrant, Dokken, FireHouse und L.A. Guns präsentierte. Pearcy stellte in dieser Zeit ein Ratt-Tributealbum zusammen, das mit Bands wie Slipknot, Cold, Saliva, Drowning Pool oder Panteras Dimebag Darrell eine hochkarätige Besetzung aufweisen kann. Am 6. Juni 2002 starb Robbin Crosby im Alter von 41 Jahren an einer Überdosis Heroin und nicht, wie gelegentlich fälschlich berichtet, an den Folgen von AIDS. Im Sommer 2005 tourten Ratt erneut durch die USA. Mit dabei bei der Rock Never Stops Tour waren Cinderella, Quiet Riot und Firehouse.

### Reunion: ab 2007
Ende 2006 gab Sänger Jizzy Pearl seinen Ausstieg bekannt, worauf Spekulationen um eine Reunion neuen Auftrieb erhielten. Die Band kommentierte die Gerüchte allerdings nicht. Trotzdem wurden im Frühjahr die ersten Konzertdaten der Reuniontour bekanntgegeben. Über den Sommer hinweg tourte die Band in der Besetzung Stephen Pearcy (Gesang), Warren DeMartini und John Corabi (Gitarren), Robbie Crane (Bass) und Bobby Blotzer (Schlagzeug) zusammen mit Poison durch die USA. Parallel zur Reunion erschien das Greatest Hits Album Tell The World – The Very Best of Ratt sowie die DVD Videos from the Cellar. Nachdem es im Herbst 2007 nach Japan und Australien gegangen war, wurde für Januar 2008 eine weitere US-Tournee zusammen mit Vince Neil, Skid Row und Slaughter angekündigt. Das Ende dieser Tour war auch das Ende der Zusammenarbeit mit John Corabi, der die Band nach dem Konzert in Virginia Beach am 5. November 2008 verließ.
Im Frühjahr 2010 erschien die CD Infestation in der Besetzung Stephen Pearcy (Gesang), Warren Demartini (Gitarre, Gesang), Bobby Blotzer (Schlagzeug), Robbie Crane (Bass) und Carlos Carvazo (Gitarre, Gesang) auf Roadrunner Records.
Im März 2012 gab Bassist Robbie Crane seinen Ausstieg aus der Gruppe bekannt und wurde Mitglied bei Lynch Mob. Juan Croucier kehrte für ihn in das Line-up zurück. Durch diesen Schritt war die Band, abgesehen vom verstorbenen Gitarristen Robbin Crosby, wieder in ihrer kommerziell erfolgreichsten Formation zusammen.
Im April 2014 verließ Sänger Stephen Pearcy die Band erneut. 2016 wurde Joshua Alan als neuer Sänger von Ratt angekündigt.

## Diskografie

### Studioalben
- 1984: Out of the Cellar
- 1985: Invasion of Your Privacy
- 1986: Dancing Undercover
- 1988: Reach for the Sky
- 1990: Detonator
- 1997: Collage
- 1999: Ratt
- 2010: Infestation

### Livealben und Kompilationen
- 1991: Ratt'N'Roll (Best Of)
- 2002: The Essentials (Kompilation)
- 2003: Metal Hits (Kompilation)
- 2005: Mickey Ratt: Ratt Era - Best Of (Kompilation)
- 2007: Tell the World: The Very Best of Ratt (Kompilation)
- 2023: The Atlantic Years (Boxset)

### Singles und EPs
- 1980: Dr. Rock
- 1983: Ratt (EP)
- 1984: Wanted Man
- 1984: Scene of the Crime
- 1984: Round and Round
- 1985: Lay It Down
- 1986: You're in Love
- 1986: Slip of the Lip
- 1986: Body Talk
- 1986: Dance
- 1987: I Want a Woman
- 1988: Way Cool Junior
- 1989: What I'm After
- 1990: Lovin' You Is a Dirty Job
- 1991: Nobody Rides For Free

### Videoalben
- 1989: Ratt: The Video (US: Platin)
- 1990: Detonator (US: Gold)
- 2007: Videos from the Cellar - The Atlantic Years